# 屋鋪要
屋鋪 要（やしき かなめ、1959年6月11日 - ）は、兵庫県川西市出身（大阪府大阪市此花区生まれ）の元プロ野球選手（外野手）・コーチ、解説者。現在は鉄道文化人・鉄道写真家、少年野球・大学野球のコーチ。

## 経歴

### プロ入り前
大阪で生まれ、1967年夏に兵庫県の川西に移り住む。父は社会人の軟式野球部の監督兼キャッチャーで、要という名前はキャッチャーの扇の要からきており、「組織にとって欠かせない人、重要な人」になってほしいという意味で名づけられたという。子どもの頃から阪神タイガースファンで、当時の将来の夢は阪神に入団する事だった。
川西市立加茂小学校に入学し小学4年時に地元の少年野球チームに入り野球を始める（古田敦也は小学校の後輩で屋敷と入れ違いで入学。互いの妹同士は同級生）。中学からは多くのプロ野球選手を輩出した中高一貫の私立三田学園に中学受験を経て進学。高校1年までは父と同じキャッチャーをやっていたが当時から足が速く、高校時代に監督から外野手の方が向いていると言われ外野手に転向する。3年夏はエース、4番打者としてチームを引っ張り、春季近畿大会県予選で準決勝に進むが飾磨工に敗退。夏も兵庫県大会ベスト16で甲子園出場はならず目立った活躍はなかった。早稲田大学のセレクションに合格していたため高校卒業後は大学で野球を続ける予定だったが、たまたま他の選手を見に来ていたスカウトの高松延次の目に留まり、1977年のドラフト6位に指名され、「回り道はやめよう」と思い直して大洋ホエールズに入団。

### 大洋・横浜時代
プロ入り1年目から一軍の試合に出場し、4月4日ホーム開幕戦となる巨人戦で代走でデビューを飾る。プロ入り当時は飛距離に自信を持っていたが、大洋の先輩である松原誠や田代富雄の打撃を見て、これには敵わないとプロとして生き抜く道を模索していたところ、2年目に左手首を痛めたのを機に、屋鋪の足の速さに目を付けた別当薫監督の指示で右打ちからスイッチヒッターに転向した。以降、怪我をしてからウエイトトレーニングを重ね、陸上専門のトレーニングコーチの指導のもと短距離トレーニングを続けていった結果、さらに足が速くなっていった。スイッチヒッターになってからは「ボールを叩きつけて内野安打を狙え」と指導される。
1980年には24試合に先発出場。
1981年には60試合に先発するが、打撃面では今一つ伸びなかった。
1982年から監督に就任した関根潤三が打撃の基本であるレベルスイングを指導するようになると、左打席での打撃も上達。
1983年には初の規定打席（23位、打率.283）に到達。
1984年には打率.305（リーグ13位）を記録する。
1985年は打率.304（リーグ11位）と2年連続で3割越えを果たし、13補殺を記録するなど守備でもチームに貢献。高木豊、加藤博一と共に「スーパーカートリオ」として活躍した。「スーパーカートリオ」の名称は、当時解説者だった長嶋茂雄がキャンプで、『1番高木、2番加藤、3番屋鋪』の打順を見て『おお、「スポーツカートリオ」か！』と言ったことを受けて、当時の監督でこの打順を決めた近藤貞雄が『スポーツカーも悪くないけど、いま流行っているスーパーカーのほうがカッコいいんじゃないか』と言って決まった。スーパーカートリオの結成以前は1番を打つことが多かったが、スーパーカートリオ結成時では3番を任された。引退後、この起用について「豊さんはヒットを打つのが上手いから1番なのはわかる。加藤さんは小技もできるから2番でいいとして、僕が3番を打つのは無理だと思った」と語っていたが、結成1年目はキャリア唯一の2ケタ本塁打を記録している。2番を打った加藤は3番バッターの屋鋪に対して「打席で粘ってくれたよね。屋鋪が打席に入ると初球から行けるような態勢を作ってくれた」と語っている。
1987年は、加藤に代わって高橋眞裕が2番に入ったニュースーパーカートリオを結成。その際にも変わらず屋鋪は主に3番を任されていた。
1986年から1988年まで3年連続盗塁王を獲得。右中間や左中間の飛球でテレビカメラにボールしか映っていない場面で、落下直前に突然画面内に現れて捕球してしまう守備範囲の広さ・プレースタイルが忍者を連想させたことから、名字に掛けてマスコミから「忍者屋敷」とあだ名されていた。
1989年、1990年は故障もあって出場機会が減少する。1989年には三塁手としても6試合に起用された。この頃自身の成績はピークに達していたが、チームは万年Bクラスで一度でもいいから優勝争いをしたいという気持ちが逸り1987年のシーズン終盤に当時巨人の監督だった王貞治が広島県内の台湾料理店に足を運んだ際に(巨人の首脳陣や大洋の選手達の行きつけの店であった)呼び止めて自身を獲得して欲しいと直訴し水面下でトレードが画策されていたが、移籍話がマスコミにバレて破談となっている。
当時のプロ野球のグラウンドはスパイクの歯が刺さらないほど硬かったため身体への負担も大きく、その後も故障が続き、1992年には左膝を、翌1993年には右膝を手術し、走塁での活躍も陰りを見せていく。球団名が横浜ベイスターズとなった1993年11月8日に大洋時代からの看板選手たちが大量に解雇され、屋鋪も自由契約を宣告されて「ゴミをゴミ箱に捨てるみたいに」と報道陣の前で悔しがった。この大量解雇は横浜がFAで駒田徳広を獲得するためと言われ、当時はわだかまりも噂されたが、駒田とは引退後に番組共演し、野球教室も一緒にする仲である。横浜を解雇されたことにより、予てから屋鋪の外野守備を高く評価していた巨人長嶋茂雄監督がすぐさま獲得を打診し、1994年に読売ジャイアンツ（巨人）へ移籍した。

### 巨人時代
初の古巣との対決となった4月12日の横浜スタジアムでの試合では、最終回の守備に就く。この時、前年まで在籍していたベイスターズファンからも大きな歓声と拍手で迎えられた。この最終回にロバート・ローズの打球が屋鋪の守備位置に飛んで来たが、折からの風雨のために両手を挙げる形でエラーをしてしまい、サヨナラの決勝点を許す。この時の公式の記録はローズのツーベースヒットであり、エラーではなかったが、翌日の各スポーツ紙（主に関東版）で「バンザイエラー」として、中にはトップ記事として取り上げられた。この時に非常に悔しい思いをし、家に帰っても食事もできないほど落ち込んでいたが、当時の監督長嶋茂雄から直接電話が来て「君に取れないものは誰にも取れない」と言われ、また巨人ナインも「気象に文句をいうしかない」と評したという。
5月18日に福岡ドームで行われた対広島東洋カープ戦の槙原寛己の完全試合にも、８回表からの守備固めで中堅手として出場。9回表、1アウト目に河田雄祐の放った浅い位置に落ちるフライを好捕し、槙原を援護した。
8月12日と8月13日の阪神タイガース戦では1番センターでスタメン出場、2安打を放っている（この2試合が現役最後のスタメン出場となった）。
この年外野のレギュラーがダン・グラッデン、ヘンリー・コトー、松井秀喜と守備に不安の多い選手だったため終盤の守備固めに多く起用されチームに貢献。初リーグ優勝を経験し、日本シリーズにも初出場。長嶋の監督として初となる日本一に貢献した。特に、このシリーズの第2戦の最終回の同点を阻止した（自ら作ったピンチを帳消しにした）ダイビングキャッチで勝利に貢献した。
1995年はセンターは現役メジャーリーガーのシェーン・マックが加入し不動となり、ヤクルトから移籍してきた広澤克実が外野での出場となりレフトの守備固めとして出場し前年より打撃走塁も向上したが球団から来季の構想外を告げられ、この年限りで引退。ゴールデングラブ賞5回、盗塁王3回と守備と走塁には、絶対の自信を持つ選手であった。

### 引退後
引退後はTVKテレビ神奈川「YOKOHAMAベイスターズナイター」（1996年 - 1997年）、ラジオ日本「ジャイアンツナイター」（2000年 - 2003年）で解説者を務めた。巨人の一軍外野守備兼走塁コーチ（1998年）、二軍外野守備・走塁コーチ（1999年, 2004年 - 2005年）も務めた。2001年から2008年にかけて開催されたプロ野球マスターズリーグでは、東京ドリームスの外野手として活動した。
巨人でのコーチ2期目から退いた後の2006年からは、少年野球の指導に力を入れ、公益社団法人少年軟式野球国際交流協会の理事を務める一方で、下記のように、SLカメラマンや鉄道評論家、ラベンダー栽培講師としても活動している。
2007年からは再び解説者としても活動し、2014年には神奈川大学の臨時コーチを務めていた。

## 選手としての特徴
身体能力が非常に高く、スーパーカートリオの中でも一番の俊足と言われた。高木豊曰く屋鋪は球界の中でも一番足が速かったという。その足の速さは守備範囲の広さにも活かされた。瞬発力のあるバッティングを持ち味とし、足のある選手だったが「野球の醍醐味はホームラン」との思いも強く、一発のあるバッターでもあった。「一球待て」やバント指示など制約を嫌い、自由に打つ事を得意とした。本能でプレーするタイプだったが故にスーパーカートリオの中でも牽制死が一番多く、大きくリードを取ると牽制に意識が向いてしまうために盗塁技術のある選手の中でもリードは小さめだった。

## 人物

### 野球選手として
大洋時代の選手の中で、屋鋪と斉藤明夫の2人は鼻の下に短く刈り込んだヒゲを生やし、トレードマークとしていた。巨人も「巨人軍は紳士たれ」をモットーとする球団の方針として無精髭を伸ばし続けるようなことは禁止していたが、所謂「紳士髭」ということもあり容認され、引退まで貫いている(なお同時期、1985年〜95年前後に巨人で髭を生やしていた日本人選手は仁村薫、門奈哲寛、村田真一、杉山直輝などがおり、「ファッションとしての無精髭」、顎髭を刈り込んで顔を細く見せる「デザイン髭」などが定着する直前の時代なので他球団と比べ多くも少なくもないが、非常に手間がかかるためか短い期間で元に戻していた)。
大洋時代の応援テーマ曲は『オブ・ラ・ディ、オブ・ラ・ダ』からの採譜だった。
「スーパーカートリオ」と呼ばれたことについては、現役当時は何とも思ってなかったと語るが、引退してから「あのスーパーカートリオの屋鋪さんですか」と言われることが増えて、名付けてくれたことをありがたいと感じていると語っている。
野球道具を大事にし、手入れも徹底していたため、現役生活でグラブは3つしか使わず、走るタイプの選手でありながらも1年間にスパイクは3足しか使わなかった。当時使用していたSSKの担当者からも「屋鋪さんぐらい道具を大事にしてくれる人はいません」と評されていた。

### 野球指導者として
引退後は巨人にて通算4シーズン外野守備走塁コーチを務め、その後は全国各地で少年少女の指導に務めた。少年軟式野球国際交流協会理事の理事も務めている。幼稚園児から中学生まで、平日は東京と神奈川の各野球教室を中心に、土日は全国の野球教室に足を運び指導を続けてきた。子供に対する指導においては、自身の野球理論を押しつけないこと、野球を知らない保護者もよく理解できるよう噛み砕いて教え、自分の頭で考えさせることを大切にしている。指導した子供の中には後のプロ野球選手も多く、乙坂智、関根大気、奥村展征らがいる。神奈川大学でコーチを務めた際は濵口遥大の指導もしていた。神奈川、栃木、新潟では少年野球大会の「屋鋪杯」を開催している。

### 鉄道文化人として
現在の活動は、主に静態保存中の蒸気機関車の撮影、および蒸気機関車の鉄道模型向けのNゲージレイアウト作成である。子供の頃から鉄道ファンであり、鉄道ファンの専門誌『レイルマガジン』では、日本国内に保存されている蒸気機関車に対しての連載コラムを2008年9月号（300号）から執筆するほど造詣が深い。屋鋪の実父も蒸気機関車の写真を撮影しており、屋鋪のコラムにも実父の写真が掲載されたことがある。日本全国に点在する500輌超の動態・静態保存機関車を撮り尽くす為に、少年野球の指導をしながら全国を旅している。
SLカメラマンとしての活動模様について、雑誌の取材を受けることもある。2010年12月発売の『週刊新潮』2010年12月30日・2011年1月6日合併号では、モノクログラビア『昔は「スーパーカートリオ」でも「屋鋪要」はSL撮り鉄』として、また2012年6月4日発売の『週刊現代』2012年6月16日号では、カラーグラビア『盗塁王・屋鋪要が撮った 僕のSL写真コレクション』として、活動が紹介された。
2014年2月には、ネコ・パブリッシングより『目指せ打率10割！屋鋪要の保存蒸機完全制覇』が刊行された。同年3月には、東京と京都で、蒸気機関車に関するトークショーにも登壇した。
2015年からは、鉄道模型雑誌『RMモデルズ』の不定期連載企画と連動して、鉄道模型のレイアウト作りおよび鉄道車両のキット製作にも進出した。2016年からは、鉄道模型コンテストに招かれて講演することもあり、また同年の鉄道模型コンテストの会場で自身の作成したモジュールレイアウトが展示された実績もある。
屋鋪はレイルマガジンの記事において、鉄道模型の蒸気機関車だけではなく、蒸気機関車に牽引される客車についても実物と同様の列車編成にこだわるようにしている、と語っている。

### ラベンダー栽培
もともと美しいものや花が好きで、知人からラベンダーの株を譲られたことがきっかけでラベンダー栽培を始める。2021年時点で110種のラベンダーを育てている。当初は枯らすなど苦労を重ねたが、幼少期から憧れていた鉄道写真家の広田尚敬の妻でハーブ研究家の広田せい子の著書を偶然手に取り、そこからラベンターの育て方を学習するようになる。育てたラベンダーは「少しでも心の癒しになれば」と神奈川県内の病院や特別養護老人ホーム、子育て支援施設などに寄贈し、カルチャーセンターで栽培指導も行っている。

## 詳細情報

### 年度別打撃成績
| 年 度      | 球 団      | 試 合 | 打 席 | 打 数 | 得 点 | 安 打 | 二 塁 打 | 三 塁 打 | 本 塁 打 | 塁 打 | 打 点 | 盗 塁 | 盗 塁 死 | 犠 打 | 犠 飛 | 四 球 | 敬 遠 | 死 球 | 三 振 | 併 殺 打 | 打 率 | 出 塁 率 | 長 打 率 | O P S |
| ---------- | ---------- | ----- | ----- | ----- | ----- | ----- | -------- | -------- | -------- | ----- | ----- | ----- | -------- | ----- | ----- | ----- | ----- | ----- | ----- | -------- | ----- | -------- | -------- | ----- |
| 1978       | 大洋 横浜  | 9     | 3     | 3     | 1     | 0     | 0        | 0        | 0        | 0     | 1     | 0     | 1        | 0     | 0     | 0     | 0     | 0     | 2     | 0        | .000  | .000     | .000     | .000  |
| 1979       | 大洋 横浜  | 82    | 41    | 36    | 12    | 9     | 2        | 0        | 0        | 11    | 1     | 5     | 2        | 1     | 1     | 3     | 0     | 0     | 15    | 1        | .250  | .300     | .306     | .606  |
| 1980       | 大洋 横浜  | 105   | 121   | 110   | 26    | 27    | 1        | 1        | 0        | 30    | 5     | 14    | 7        | 0     | 0     | 10    | 0     | 1     | 24    | 1        | .245  | .314     | .273     | .587  |
| 1981       | 大洋 横浜  | 105   | 229   | 208   | 22    | 53    | 6        | 1        | 1        | 64    | 12    | 16    | 8        | 3     | 2     | 14    | 0     | 2     | 50    | 0        | .255  | .305     | .308     | .613  |
| 1982       | 大洋 横浜  | 95    | 291   | 265   | 33    | 68    | 9        | 3        | 6        | 101   | 21    | 17    | 3        | 8     | 1     | 16    | 2     | 1     | 64    | 1        | .257  | .300     | .381     | .681  |
| 1983       | 大洋 横浜  | 119   | 404   | 373   | 50    | 107   | 16       | 1        | 5        | 140   | 27    | 16    | 11       | 4     | 1     | 25    | 4     | 1     | 67    | 8        | .287  | .333     | .375     | .708  |
| 1984       | 大洋 横浜  | 124   | 444   | 397   | 40    | 121   | 24       | 5        | 4        | 167   | 29    | 11    | 4        | 5     | 2     | 40    | 8     | 0     | 90    | 7        | .305  | .367     | .421     | .788  |
| 1985       | 大洋 横浜  | 118   | 497   | 444   | 65    | 135   | 15       | 5        | 15       | 205   | 78    | 58    | 13       | 2     | 5     | 46    | 3     | 0     | 74    | 8        | .304  | .366     | .462     | .828  |
| 1986       | 大洋 横浜  | 127   | 497   | 460   | 54    | 109   | 20       | 1        | 8        | 155   | 34    | 48    | 16       | 8     | 0     | 27    | 1     | 2     | 84    | 10       | .237  | .282     | .337     | .619  |
| 1987       | 大洋 横浜  | 130   | 558   | 526   | 77    | 153   | 18       | 5        | 9        | 208   | 57    | 48    | 8        | 3     | 4     | 25    | 0     | 0     | 86    | 6        | .291  | .321     | .395     | .716  |
| 1988       | 大洋 横浜  | 121   | 408   | 368   | 36    | 87    | 7        | 1        | 3        | 105   | 30    | 33    | 9        | 6     | 3     | 31    | 1     | 0     | 55    | 6        | .236  | .294     | .285     | .579  |
| 1989       | 大洋 横浜  | 68    | 171   | 155   | 22    | 32    | 5        | 1        | 2        | 45    | 10    | 11    | 3        | 2     | 0     | 13    | 0     | 1     | 23    | 4        | .206  | .272     | .290     | .564  |
| 1990       | 大洋 横浜  | 12    | 47    | 42    | 9     | 13    | 0        | 1        | 0        | 15    | 3     | 3     | 0        | 0     | 0     | 5     | 0     | 0     | 9     | 0        | .310  | .383     | .357     | .740  |
| 1991       | 大洋 横浜  | 83    | 315   | 277   | 48    | 76    | 11       | 3        | 1        | 96    | 18    | 23    | 7        | 1     | 2     | 35    | 0     | 0     | 53    | 2        | .274  | .354     | .347     | .701  |
| 1992       | 大洋 横浜  | 115   | 406   | 365   | 41    | 101   | 18       | 2        | 2        | 129   | 31    | 8     | 8        | 3     | 2     | 36    | 0     | 0     | 62    | 2        | .277  | .340     | .353     | .693  |
| 1993       | 大洋 横浜  | 61    | 196   | 184   | 21    | 45    | 7        | 4        | 1        | 63    | 13    | 6     | 3        | 0     | 1     | 11    | 0     | 0     | 35    | 6        | .245  | .286     | .342     | .628  |
| 1994       | 巨人       | 87    | 34    | 29    | 10    | 4     | 1        | 0        | 0        | 5     | 2     | 4     | 2        | 0     | 1     | 4     | 1     | 0     | 5     | 0        | .138  | .235     | .172     | .407  |
| 1995       | 巨人       | 67    | 23    | 21    | 8     | 6     | 1        | 0        | 1        | 10    | 3     | 6     | 1        | 0     | 0     | 2     | 0     | 0     | 6     | 0        | .286  | .348     | .476     | .824  |
| 通算：18年 | 通算：18年 | 1628  | 4685  | 4263  | 575   | 1146  | 161      | 34       | 58       | 1549  | 375   | 327   | 106      | 46    | 25    | 343   | 20    | 8     | 804   | 62       | .269  | .323     | .363     | .686  |

- 各年度の太字はリーグ最高
- 大洋（横浜大洋ホエールズ）は、1993年に横浜（横浜ベイスターズ）に球団名を変更

### タイトル
- 盗塁王：3回（1986年 - 1988年）

### 表彰
- ゴールデングラブ賞：5回（1984年 - 1988年）
- ジュニアオールスターゲームMVP：1回（1978年）

### 記録
初記録
- 初出場：1978年4月5日、対読売ジャイアンツ2回戦（横浜スタジアム）、8回裏に伊藤勲の代走として出場
- 初打点：1978年4月9日、対阪神タイガース3回戦（阪神甲子園球場）、8回表に谷村智啓から内野ゴロの間に記録
- 初先発出場：1978年4月25日、対ヤクルトスワローズ3回戦（横浜スタジアム）、5番・右翼手として先発出場（偵察要員、高木嘉一と交代）
- 初安打：1979年4月10日、対広島東洋カープ1回戦（横浜スタジアム）、7回裏に三輪悟から二塁打
- 初盗塁：1979年5月9日、対阪神タイガース4回戦（横浜スタジアム）
- 初本塁打：1981年9月27日、対広島東洋カープ21回戦（広島市民球場）、8回表に北別府学から2ラン

節目の記録
- 1000試合出場：1987年9月22日、対阪神タイガース24回戦（横浜スタジアム）、3番・中堅手として先発出場 ※史上275人目
- 300盗塁：1991年9月28日、対読売ジャイアンツ25回戦（東京ドーム）、6回表に二盗（投手：広田浩章、捕手：吉原孝介） ※史上20人目
- 1000本安打：1992年4月29日、対広島東洋カープ5回戦（広島市民球場）、5回表に佐々岡真司から右前適時打 ※史上164人目
- 1500試合出場：1994年5月18日、対広島東洋カープ7回戦（福岡ドーム）[注 5]、7回表に中堅手として出場 ※史上112人目

その他の記録
- オールスターゲーム出場：1回（1987年）
- 日本シリーズ出場：1回（1994年）

### 背番号
- 31（1978年 - 1993年）
- 00（1994年 - 1995年）
- 88（1998年 - 1999年）
- 83（2004年 - 2005年）

## 関連情報

### 出演番組

#### 野球関連
※解説者としての出演。
- スポ天ワイド（日テレNEWS24。? - 2008年秋）[40]

#### 鉄道関連
- プライムS「SLやまぐち号解体新書～あなたはナニ鉄?～」（2015年11月26日、NHK BSプレミアム）

### 連載
- 目指せ! 打率10割 屋鋪 要の保存蒸機撮りつぶし（『レイルマガジン』2008年9月号より連載[41]）
- 屋鋪 要のレイアウト訪問（『RMモデルズ』で過去に連載）
- 屋鋪 要の古の特急編成を作る（『RMモデルズ』で過去に連載）

### 著書
- 屋鋪要の保存蒸機完全制覇 （ネコ・パブリッシング：2014年2月4日 ISBN 978-4-7770-1471-2）
- 遥かなる鐵路 いま逢いに行ける蒸気機関車（日本写真企画：2019年10月14日 ISBN 978-4-8656-2099-3）

## 参考資料
- '98プロ野球12球団全選手百科名鑑（『ホームラン』1998年3月号増刊。日本スポーツ出版社発行）
- 『週刊現代』2012年6月16日号（講談社発行）